# 云门寺 (周宁县)
云门寺，是位于中国福建省宁德市周宁县咸村镇云门村的一个唐代至清代古建筑，2012年入选周宁县第三批文物保护单位。
云门寺是周宁县境内始建年代最早的佛教建筑，始建于唐朝咸通二年（861年），历朝历代多次重建，现存的大雄宝殿和僧舍又在清朝道光七年（1827年）重建。大殿建筑坐西朝东，占地900平方米，面阔五间、进深七柱，穿斗式土石木结构硬山顶，僧舍则占地300平方米，穿斗式土木结构。寺院建筑和周围有唐宋时期的建筑构件遗迹。